# Fiesta Bowl 2014 (décembre)
Ne doit pas être confondu avec Fiesta Bowl 2014 (janvier), joué dans le cadre de la saison universitaire 2013.
Match précédent Match suivant
Le Fiesta Bowl 2014 est un match de football américain de niveau universitaire joué après la saison régulière de 2014, le 31 décembre 2014 au University of Phoenix Stadium à Glendale en Arizona.
Il s'agissait de la 44e édition du Fiesta Bowl.
Le match a mis en présence les #20 Boise State Broncos issus de la Mountain West Conference et les #10 Arizona Wildcats issus de la Pacific-12 Conference.
Il a débuté à 02:02 pm (heure locale) et retransmis en télévision sur ESPN et ESPN Deportes ainsi qu'en radio sur ESPN Radio et XM Satellite Radio.
Sponsorisé par la société Vizio (entreprise de composants électroniques), le match fut officiellement dénommé le Vizio Fiesta Bowl.
#20 Boise State Broncos gagne le match sur le score de 38 à 30.

## Présentation du match
Le match a mis en présence les #20 Broncos de Boise State issus de la Mountain West Conference et les #10 Wildcats de l'Arizona issus de la Pacific-12 Conference.
Il s'agissait de la toute 1re rencontre entre ces deux équipes.
| Équipes                                                                                      | Conférences | Entraîneurs    | Stats. saison rég. |
| -------------------------------------------------------------------------------------------- | ----------- | -------------- | ------------------ |
| #20 Broncos de Boise State                                                                   | MWC         | Bryan Harsin   | 11-2               |
| #10 Wildcats de l'Arizona                                                                    | Pac-12      | Rich Rodriguez | 10-3               |
| Arbitre : John O'Neill (Big Ten) Équipe donnée favorite par les bookmakers : Arizona (3,5/1) |             |                |                    |

### #20 Broncos de Boise State
Ils terminent 1er de la Mountain Division de la Mountain West Conference avec un bilan en division de 7 victoires et 1 défaites.
Avec un bilan global en saison régulière de 11 victoires et 2 défaites, #20 Boise State est éligible et accepte l'invitation pour participer au Fiesta Bowl de 2014.
Ils sont classés à l'issue de la saison régulière # 20 au ranking CFP.
Il s'agit de leur 3e participation au Fiesta Bowl après les 2 victoires :
- saison 2009 (Fiesta Bowl 2010) : 13 à 0 contre TCU # 4
- saison 2006 (Fiesta Bowl 2007) : 43 à 42 après Over Time contre Oklahoma # 10.

### #10 Wildcats de l'Arizona
Ils terminent 1er de la Southern Division de la Pacific-12 Conference, avec un bilan en division de 7 victoires et 2 défaites.
Ils sont classés à l'issue de la saison régulière # 10 au ranking CFP.
Grâce à un bilan global en saison régulière de 10 victoires et 3 défaites, #10 Arizona est éligible et accepte l'invitation pour participer au Fiesta Bowl de 2014.
Il s'agit de leur 3e participation au Fiesta Bowl soit :
- saison 1978 (Fiesta Bowl 1979) : défaite 16 à 10 contre Pittsburgh
- saison 1993 (Fiesta Bowl 1994) : victoire 29 à 0 contre Miami.

## Résumé du match
Joué en indoors (toit rétractable fermé).
Début du match à 02:02 pm (heure locale), fin à 06:02 pour un total de temps de jeu de 04:00.
| ÉVOLUTION DU SCORE du FIESTA BOWL 2014 |                              |                              |                              |                              |                              | |       |       |
| QT                                     | Temps                        | Drive                        | Drive                        | Drive                        | Équipe                       | Description de l'action | Score | Score |
|                                        |                              | Jeux                         | Yards                        | TDP                          |                              | | BSU   | ARIZ  |
| 1                                      | 13:18                        | 4                            | 78                           | 01:42                        | BSU                          | TD de 56 yards à la suite d'une course de RB Jay Ajayi + 1 point de conversion par kicker Dan Goodale                                         | 7     | 0     |
| 1                                      | 09:17                        | 6                            | 88                           | 02:30                        | BSU                          | TD de 57 yards par WR Chaz Anderson à la suite d'une réception d'une passe de QB Grant Hedrick + 1 point de conversion par kicker Dan Goodale | 14    | 0     |
| 1                                      | 05:12                        | 6                            | 80                           | 02:11                        | BSU                          | TD de 16 yards à la suite d'une course de RB Jay Ajayi + 1 point de conversion par kicker Dan Goodale                                         | 21    | 0     |
| 1                                      | 01:23                        | 11                           | 65                           | 03:49                        | ARIZ                         | TD de 1 yard à la suite d'une course de QB Anu Solomon + 1 point de conversion par kicker Casey Skowron                                       | 21    | 7     |
| 2                                      | 11:56                        | 5                            | 22                           | 02:40                        | BSU                          | TD de 1 yard à la suite d'une course de RB Jay Ajayi + 1 point de conversion par kicker Dan Goodale                                           | 28    | 7     |
| 2                                      | 08:03                        | 13                           | 83                           | 03:53                        | ARIZ                         | TD de 1 yard à la suite d'une course de RB Nick Wilson + 1 point de conversion par kicker Casey Skowron                                       | 28    | 14    |
| 2                                      | 00:30                        | 4                            | 5                            | 00:23                        | ARIZ                         | FG de 42 yards par kicker Casey Skowron | 28    | 17    |
| 2                                      | 00:03                        | 4                            | 57                           | 00:27                        | BSU                          | FG de 36 yards par kicker Dan Goodale | 31    | 17    |
| 3                                      | 09:11                        | 14                           | 50                           | 04:18                        | ARIZ                         | FG de 24 yards par kicker Casey Skowron | 31    | 20    |
| 3                                      | 01:57                        | –                            | –                            | –                            | BSU                          | TD à la suite d'une interception retournée sur 16 yards par CB Donte Deayon + 1 point de conversion par kicker Dan Goodale                    | 38    | 20    |
| 3                                      | 00:41                        | 5                            | 75                           | 01:16                        | ARIZ                         | TD de 51 yards par WR Samajie Grant à la suite d'une réception d'une passe de QB Anu Solomon + 1 point de conversion par kicker Casey Skowron | 38    | 27    |
| 4                                      | 06:11                        | 10                           | 50                           | 03:06                        | ARIZ                         | FG de 24 yards par kicker Casey Skowron | 38    | 30    |
| "TDP" = temps de possession.           | "TDP" = temps de possession. | "TDP" = temps de possession. | "TDP" = temps de possession. | "TDP" = temps de possession. | "TDP" = temps de possession. | "TDP" = temps de possession. | 38    | 30    |

## Statistiques
| Statistiques par Équipes               | Statistiques par Équipes | Statistiques par Équipes |
| Statistiques                           | BSU                      | ARIZ                     |
| -------------------------------------- | ------------------------ | ------------------------ |
| 1er downs                              | 22                       | 29                       |
| Conversion de 3e Down                  | 5/14                     | 7/22                     |
| Conversion de 4e Down                  | 0/0                      | 2/3                      |
| Jeux–yards                             | 69 jeux pour 471 yards   | 106 jeux pour 492 yards  |
| Yards à la course                      | 162                      | 157                      |
| Yards à la passe                       | 309                      | 335                      |
| Passes : Réussies-Tentées-Interceptées | 24/35 - 1 Int.           | 28/50 - 2 Int.           |
| Réussite en zone rouge/chances         | 3/3                      | 4/5                      |
| TD                                     | 5                        | 3                        |
| Field Goals                            | 1/1                      | 3/3                      |
| Sacks (Nombre-Yards perdus)            | 8 (38 yards perdus)      | 1 (9 yards perdus)       |
| Fumbles (Nombre/Perdus)                | 2/1                      | 0/0                      |
| Pénalités (Nombre/Yards perdus)        | 6 (72 yards perdus)      | 6 (55 yards perdus)      |
| Temps de possession                    | 29:01                    | 30:59                    |

| Meilleur Joueur (MVP) | Meilleur Joueur (MVP) | Meilleur Joueur (MVP)      | Meilleur Joueur (MVP) |
| --------------------- | --------------------- | -------------------------- | --------------------- |
| Systems               | Noms                  | Équipes                    | Postes                |
| Attaque               | Thomas Sperbeck       | #20 Broncos de Boise State | WR                    |
| Défense               | Tanner Vallejo        | #20 Broncos de Boise State | LB                    |

| Statistiques Individuelles | Statistiques Individuelles | Statistiques Individuelles                    |
| -------------------------- | -------------------------- | --------------------------------------------- |
| Quaterbacks                |                            |                                               |
| BSU                        | Hedrick, Grant             | 24/34, 1 Int., 309 yards, 1 TD, 1 sack subi   |
| ARIZ                       | Solomon, Anu               | 28/49, 2 Int., 335 yards, 1 TD, 8 sacks subis |
| Meilleurs Coureurs         |                            |                                               |
| BSU                        | Ajayi, Jay                 | 22 courses, 136 yards, 3 TDs                  |
| ARIZ                       | Wilson, Nick               | 19 courses, 87 yards, 1 TD                    |
| Meilleurs Receveurs        |                            |                                               |
| BSU                        | Sperbeck, Thomas           | 12 Réc., 199 yards, 0 TD                      |
| ARIZ                       | Jones, Cayleb              | 8 Réc., 117 yards, 0 TD                       |
| Meilleurs Tackleurs        |                            |                                               |
| BSU                        | Vallejo, Tanner            | 10 tackles, 4 assistes, 1,5 sacks             |
| ARIZ                       | Bondurant, Tra'Mayne       | 10 tackles, 1 assiste, 1 sack                 |